# Niksar
Niksar és un poble de Turquia i districte de la província de Tokat a la riba dreta del riu Kelkit. La seva població el 2009 era de 32.675 habitants i el districte eren 64.076 habitants. Les fonts que esmenten uns 90.000 habitants són errònies, ja que sumen les dues quantitats però en realitat dins la població del districte ja estan inclosos els de la ciutat. La població actualitzada del 2010 és de 33.490 habitants la ciutat i 64.095 habitants el districte. La ciutat es troba al peu d'un turó amb la ruïnes d'un castell de l'edat mitjana.

## Història
Neocesarea fou una ciutat del Pont Polemoniac. No és esmentada abans del temps de Plini el Vell. Era situada a la riba est del Licos a gairebé 100 km a l'est d'Amasia. Les primeres monedes de la ciutat són del temps de Tiberi i probablement fou llavors de fundació recent i va rebre el nom per l'emperador (cèsar). Hi va néixer Gregori Taumaturg i al seu temps havia esdevingut la principal ciutat del Pont.
El lloc hauria estat poblat ja en temps dels hitites; existia sota l'imperi persa i portava el nom de Cabira. Després va quedar destruïda i fou refundada pels romans (Pompeu Magne) amb el nom de Diòspolis. Més tard va agafar el nom de Sebaste i finalment Neocesarea de Bitínia. Fou seu d'un concili l'any 314. Hi va néixer Gregori Taumaturg. A la partició de l'imperi fou part de l'Imperi Romà d'Orient.
Fou destruïda per un terratrèmol segons Paulus Diaconus i des de llavors ja no va recuperar la importància que havia tingut.
Després del 1071, amb la invasió dels turcmans, va quedar en mans de Malik Danishmend Ahmad Ghazi del que fou una de les capitals; el seu net Mehmet la va conservar tot i que fou assetjada el 1142 per Manuel Comnè, després emperador (1143-1180); el fill de Mehmet, Malik Yaghibasan, hi governava i se'n conserva una inscripció datada el 1157. A la seva mort el 1166 va passar finalment a Manuel I però per poc temps, passant llavors als seljúcides vers el 1175 i vers el 1300 als Tacettinoğulları, dels quals fou la capital i que hi van governar com un segle. El 1387 fou conquerida per Kadi Burhan al-Din però a la seva mort en batalla el 1398 la ciutat es va sotmetre al sultà otomà Baiazet I, i en endavant va perdre importància.
El 1672 la va visitar Evliya Çelebi. A l'inici de la I Guerra Mundial tenia 4.000 habitants, amb un miler de cristians. El 1960 la població era de 10.550 habitants.

## Pobles del districte de Niksar
- Akgüney (Sele)
- Akıncı
- Alçakbel
- Ara Köyü
- Ardıçlı
- Arıpınarı (Gözekse)
- Arpaören (Ceğ)
- Ayva
- Ayvalı
- Bayraktepe (Fel)
- Beyçayırı (Huruçayırı)
- Bilgili (Elmüdül)
- Boğazbaşı (Dönekse)
- Boyluca (Ereç)
- Bozcaarmut
- Budaklı (Huru)
- BuzKöyü
- Büyükyurt (Coc)
- Camidere
- Cer
- Çalca
- Çatak
- Çay K
- Çengelli (Hoşulu)
- Çiçekli (Şidibe)
- Çimenözü (Kekün)
- Dalkaya (Gidiver)
- Derindere
- Direkli (Efkerit)
- Edilli (Avdileğ)
- Eryaba
- Esence (Ehen)
- Eyneağzı
- Gerit
- Geyikgölü
- Gökçeoluk (İbiski)
- Güdüklü
- Gülbayır (Zera)
- Günlüce (İpsimara)
- Güvenli (Buhanı)
- Güzelyayla
- Hacılı
- Hanyeri
- Hasyer
- Hüseyingazi (Tis)
- Işıklı (Tenevli)
- Kapıağzı
- Karabodur
- Karakaş
- Kaşıkçı
- KiracıKöyü
- Korulu (Leis)
- Köklüce (Fatlı)
- KumçiftlikKöyü
- Kümbetli
- Mahmudiye
- Mercimekdüzü
- MezraKöyü
- Muhtardüzü
- Musapınarı
- Mutluca (Kazalapa)
- Oluklu (Pörekli)
- Ormancık (Duvadere)
- Osmaniye
- Örenler
- Özdemir (Gülebi)
- Pelitli
- Sarıyazı (Onan-Yağan)
- Sorhun
- Sulugöl
- Şahinli
- Şeyhler
- Tahtalı
- Tamlar (Abdaltamı)
- Teknealan (Leğen)
- Tepeyatak
- Terzioğlu
- Umurlu (Mağman)
- Ustahasan
- Yakınca (Bideze)
- Yalıköy (Karakuş-Hosaf)
- Yarbaşı
- Yeşilhisar (Abdalkolu)
- Yeşilkaya (Eynesür)
- Yeşilyurt
- Yeşilköy